# Ligue Nationale de Basket-ball
La Liga Nacional de Baloncesto (en francés, "Ligue nationale de basket-ball", denominada por motivos de patrocinio Betclic Élite) es el campeonato de baloncesto entre clubes más importante de Francia. El primer campeonato entre clubes franceses tuvo lugar en 1921; desde entonces se ha celebrado anualmente con la única excepción de los años 1940 y 1941, a causa de la Segunda Guerra Mundial.
El campeonato ha recibido a lo largo de la historia tres denominaciones: entre 1921 y 1949 se denominó "Excellence", entre 1950 y 1993 "Nationale 1", y desde 1994 "Pro A".
Actualmente la Liga, organizada por la LNB (Ligue nationale de basket-ball), está organizada en dos categorías: la Pro A (máxima categoría) y la Pro B, con dieciocho equipos la primera y dieciséis la segunda.

## Equipos temporada 2025-26
| Equipo                   | Ciudad           | Pabellón                                     | Capacidad   |
| ------------------------ | ---------------- | -------------------------------------------- | ----------- |
| AS Monaco Basket         | Mónaco           | Salle Gaston Médecin                         | 5000        |
| ASVEL                    | Villeurbanne     | Astroballe                                   | 5556        |
| BCM Gravelines-Dunkerque | Gravelines       | Sportica                                     | 3043        |
| Boulazac                 | Boulazac         | Le Palio                                     | 5069        |
| Cholet Basket            | Cholet           | La Meilleraie                                | 5191        |
| Élan Chalon              | Chalon-sur-Saône | Le Colisée                                   | 4540        |
| ESSM Le Portel           | Le Portel        | Chaudron                                     | 3500        |
| JDA Dijon Basket         | Dijon            | Palais des Sports Jean-Michel Geoffroy       | 4628        |
| JL Bourg-en-Bresse       | Bourg-en-Bresse  | Ekinox                                       | 3548        |
| Le Mans Sarthe Basket    | Le Mans          | Antarès                                      | 6023        |
| Limoges CSP              | Limoges          | Beaublanc                                    | 5516        |
| Nanterre 92              | Nanterre         | Palais des Sports / Halle Georges Carpentier | 3000 / 5009 |
| Paris Basketball         | Paris            | Halle Georges-Carpentier                     | 4746        |
| Saint-Quentin            | San Quintín      | Palais des sports Pierre Rate                | 3800        |
| SIG Basket               | Strasbourg       | Rhénus Sport                                 | 6200        |
| SLUC Nancy               | Nancy            | Palais des sports Jean-Weille                | 6041        |

## Palmarés
| - 1920-21: Stade Français - 1921-22: ICAM Lille - 1922-23: EN Arras - 1923-24: FA Mulhouse - 1924-25: FA Mulhouse - 1925-26: FA Mulhouse - 1926-27: Stade Français - 1927-28: FA Mulhouse - 1928-29: FA Mulhouse - 1929-30: FA Mulhouse - 1930-31: FA Mulhouse - 1931-32: CAUFA Reims - 1932-33: CAUFA Reims - 1933-34: Olympique Lillois - 1934-35: CA Mulhouse - 1935-36: SC Paris Ouest - 1936-37: CA Mulhouse |  | - 1937-38: SC Paris Ouest - 1938-39: US Métro - 1939-40: no disputado - 1940-41: no disputado - 1941-42: US Métro - 1942-43: FC Grenoble - 1943-44: FC Grenoble - 1944-45: Championnet Sports - 1945-46: ESSMG Lyon - 1946-47: Paris UC - 1947-48: UA Marseille - 1948-49: ASVEL - 1949-50: ASVEL - 1950-51: Racing Paris - 1951-52: ASVEL - 1952-53: Racing Paris - 1953-54: Racing Paris |  | - 1954-55: ASVEL - 1955-56: ASVEL - 1956-57: ASVEL - 1957-58: Étoile de Charleville-Mézières - 1958-59: Roanne Basket - 1959-60: Étoile de Charleville-Mézières - 1960-61: Alsace Bagnolet - 1961-62: Alsace Bagnolet - 1962-63: Paris UC - 1963-64: ASVEL - 1964-65: AS Denain-Voltaire - 1965-66: ASVEL - 1966-67: Alsace Bagnolet - 1967-68: ASVEL - 1968-69: ASVEL - 1969-70: Antibes - 1970-71: ASVEL |  | - 1971-72: ASVEL - 1972-73: AS Berck - 1973-74: AS Berck - 1974-75: ASVEL - 1975-76: ASPO Tours - 1976-77: ASVEL - 1977-78: Le Mans - 1978-79: Le Mans - 1979-80: ASPO Tours - 1980-81: ASVEL - 1981-82: Le Mans - 1982-83: CSP Limoges - 1983-84: CSP Limoges - 1984-85: CSP Limoges - 1985-86: ÉB Pau-Orthez - 1986-87: ÉB Pau-Orthez |

### Final en play-off
| Temporada | Campeón                                                  | Resultado                                                | Subcampeón                                               |
| 1987-88   | CSP Limoges                                              | 2–0                                                      | Cholet                                                   |
| 1988-89   | CSP Limoges                                              | 2–0                                                      | ÉB Pau Orthez                                            |
| 1989-90   | CSP Limoges                                              | 2–1                                                      | Olympique Antibes                                        |
| 1990-91   | Olympique Antibes                                        | 2–1                                                      | CSP Limoges                                              |
| 1991-92   | ÉB Pau-Orthez                                            | 2–0                                                      | CSP Limoges                                              |
| 1992-93   | CSP Limoges                                              | 3–1                                                      | ÉB Pau-Orthez                                            |
| 1993-94   | CSP Limoges                                              | 2–0                                                      | Olympique Antibes                                        |
| 1994-95   | Olympique Antibes                                        | 3–1                                                      | ÉB Pau-Orthez                                            |
| 1995-96   | ÉB Pau-Orthez                                            | 3–2                                                      | ASVEL                                                    |
| 1996-97   | Racing Paris                                             | 2–0                                                      | ASVEL                                                    |
| 1997-98   | ÉB Pau-Orthez                                            | 2–0                                                      | CSP Limoges                                              |
| 1998-99   | ÉB Pau-Orthez                                            | 2–0                                                      | ASVEL                                                    |
| 1999-00   | CSP Limoges                                              | 2–1                                                      | ASVEL                                                    |
| 2000-01   | ÉB Pau-Orthez                                            | 2–0                                                      | ASVEL                                                    |
| 2001-02   | ASVEL                                                    | 2–0                                                      | ÉB Pau-Orthez                                            |
| 2002-03   | ÉB Pau-Orthez                                            | 2–1                                                      | ASVEL                                                    |
| 2003-04   | ÉB Pau-Orthez                                            | 2–0                                                      | BCM Gravelines                                           |
| 2004-05   | Strasbourg IG                                            | 1–0 (72-68)                                              | SLUC Nancy                                               |
| 2005-06   | Le Mans SB                                               | 1–0 (93-88)                                              | SLUC Nancy                                               |
| 2006-07   | Roanne                                                   | 1–0 (81-74)                                              | SLUC Nancy                                               |
| 2007-08   | SLUC Nancy                                               | 1–0 (84-53)                                              | Roanne                                                   |
| 2008-09   | ASVEL                                                    | 1–0 (55-41)                                              | Orléans Loiret                                           |
| 2009-10   | Cholet                                                   | 1–0 (81-65)                                              | Le Mans SB                                               |
| 2010-11   | SLUC Nancy                                               | 1–0 (76-74)                                              | Cholet                                                   |
| 2011-12   | Élan Sportif Chalonnais                                  | 1–0 (95-76)                                              | Le Mans SB                                               |
| 2012-13   | JSF Nanterre                                             | 3–1                                                      | Strasbourg IG                                            |
| 2013-14   | CSP Limoges                                              | 3–0                                                      | Strasbourg IG                                            |
| 2014-15   | CSP Limoges                                              | 3–1                                                      | Strasbourg IG                                            |
| 2015-16   | ASVEL                                                    | 3–2                                                      | Strasbourg IG                                            |
| 2016-17   | Élan Chalon                                              | 3–2                                                      | Strasbourg IG                                            |
| 2017-18   | Le Mans Sarthe                                           | 3–2                                                      | AS Monaco                                                |
| 2018-19   | ASVEL                                                    | 3–2                                                      | AS Monaco                                                |
| 2019-20   | No se terminó la competición por la Pandemia de COVID-19 | No se terminó la competición por la Pandemia de COVID-19 | No se terminó la competición por la Pandemia de COVID-19 |
| 2020-21   | ASVEL                                                    | 1–0 (87-74)                                              | JDA Dijon                                                |
| 2021-22   | ASVEL                                                    | 3–2                                                      | AS Monaco                                                |
| 2022-23   | AS Monaco                                                | 3–0                                                      | Metropolitans 92                                         |
| 2023-24   | AS Monaco                                                | 3–1                                                      | Paris Basketball                                         |
| 2024-25   | Paris Basketball                                         | 3–2                                                      | AS Monaco                                                |

## Títulos por club
| Club                           | Títulos | Años campeón |
| ------------------------------ | ------- | --- |
| ASVEL Lyon-Villeurbanne        | 21      | 1950, 1951, 1952, 1955, 1956, 1957, 1964, 1966, 1968, 1969, 1971, 1972, 1975, 1977, 1981, 2002, 2009, 2016, 2019, 2021, 2022 |
| CSP Limoges                    | 11      | 1983, 1984, 1985, 1988, 1989, 1990, 1993, 1994, 2000, 2014, 2015                                                             |
| ÉB Pau-Orthez                  | 9       | 1986, 1987, 1992, 1996, 1998, 1999, 2001, 2003, 2004                                                                         |
| Foyer Alsacien Mulhouse        | 7       | 1924, 1925, 1926, 1928, 1929, 1930, 1931                                                                                     |
| Le Mans SB                     | 5       | 1978, 1979, 1982, 2006, 2018                                                                                                 |
| Racing Paris                   | 4       | 1951, 1953, 1954, 1997 |
| Alsace Bagnolet                | 3       | 1961, 1962, 1967 |
| Olympique Antibes              | 3       | 1970, 1991, 1995 |
| Stade Français                 | 2       | 1921, 1927 |
| CAUFA Reims                    | 2       | 1932, 1933 |
| CA Mulhousien                  | 2       | 1935, 1937 |
| SCPO                           | 2       | 1936, 1938 |
| Métro                          | 2       | 1939, 1942 |
| Grenoble                       | 2       | 1943, 1944 |
| Étoile de Charleville-Mézières | 2       | 1958, 1960 |
| PUC                            | 2       | 1947, 1963 |
| Berck BC                       | 2       | 1973, 1974 |
| ASPO Tours                     | 2       | 1976, 1980 |
| Chorale Roanne                 | 2       | 1959, 2007 |
| SLUC Nancy                     | 2       | 2008, 2011 |
| Élan Chalon                    | 2       | 2012, 2017 |
| AS Monaco                      | 2       | 2023, 2024 |
| ICAM Lille                     | 1       | 1922 |
| École Normale Arras            | 1       | 1923 |
| Olympique Lillois              | 1       | 1934 |
| Championnet                    | 1       | 1945 |
| Éveil Lyon                     | 1       | 1946 |
| UA Marseille                   | 1       | 1948 |
| Denain-Voltaire                | 1       | 1965 |
| Strasbourg IG                  | 1       | 2005 |
| Cholet                         | 1       | 2010 |
| Nanterre 92                    | 1       | 2013 |
| Paris Basketball               | 1       | 2025 |